# 皮爾卡拉
皮爾卡拉（芬蘭語：Pirkkala），是芬蘭南部皮尔坎马区的市镇，距離坦佩雷10公里。始建於1922年，市镇面積为104平方公里，2023年人口数量为20,762人，人口密度為每平方公里255人。

## 外部連結
- 官方网站  （文）